# Biserica Ružica din Belgrad
Biserica Ružica (în sârbă Црква Ружица, cu alfabetul latin: Crkva Ružica, în traducere „Biserica trandafirașului”) este o biserică ortodoxă sârbă situată în Cetatea Belgradului. Biserica veche a fost construită la începutul secolului al XV-lea și s-a ruinat și a fost demolată în timpul ocupației turcești, la sfârșitul secolului al XVII-lea, în timp ce biserica modernă a fost transformată dintr-un depozit de praf de pușcă în 1869 și reconstruită complet în 1925. Ea este dedicată Nașterii Maicii Domnului. Fiind situată în cetate și având în apropierea sa izvorul de apă al Sfintei Parascheva (Petka), biserica atrage mulțimi constante de vizitatori în special în ziua sărbătorii Sfintei Parascheva este considerată de credincioșii ortodocși sârbi una dintre „cele mai iubite biserici”.

## Amplasare
Biserica se află în partea de est a incintei cetății, între zidul turnului boltit al Porții Zindan (la sud) și Turnul Jakšić (la nord), ambele înălțându-se deasupra bisericii. Este situată de-a lungul potecii care coboară din vârful dealului și face legătura între Orașul de Sus (secțiunea dintre porțile Zindan și Leopold) și Orașul de Jos. De-a lungul potecii, chiar către sud-est, se află Planetariul din Belgrad, iar apoi drumul coboară spre Turnul Nebojša și malul râului Sava.

## Istoric

### Biserica veche
Originea bisericii este neclară. Biserica a existat probabil în perioada medievală, în timpul domniei la Belgrad a despotului Ștefan Lazarević (1402-1427), dar nu se cunosc circumstanțele exacte ale construirii ei - când a fost construită și de cine. Au apărut prin urmare mai multe mituri despre originile sale, precum și ideea că ar fi fost cea mai veche biserică din Belgrad. Potrivit unui mit, trei surori, Ružica, Cveta și Marica, au construit trei biserici în incinta complexului fortificat din Belgrad și fiecare dintre ele a fost numită după una dintre surori.

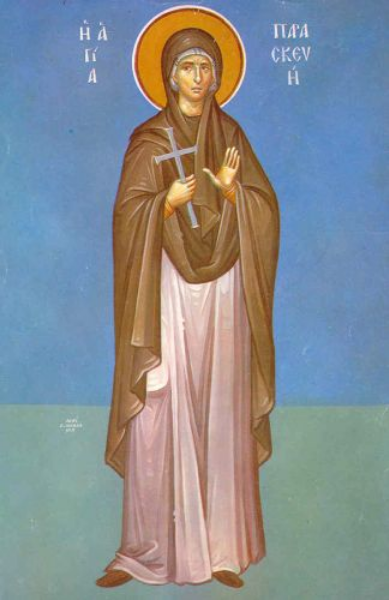
Sfânta Parascheva (Petka), ale cărei moaște s-au aflat în biserica originală din 1403 până în 1521

O altă legendă relatată de Grigore Țamblac în secolul al XV-lea plasează construirea bisericii în anul 1403. Prințesa Milica și călugărița Jefimija l-au rugat pe sultanul otoman Baiazid I, care era ginerele prințesei, să permită aducerea în Serbia a moaștelor Sfintei Parascheva (Petka), înainte ca sultanul să-și piardă tronul în 1402. Moaștele sfintei au ajuns la Belgrad în 1403, trecând anterior prin Vidin (Bulgaria). Potrivit legendei, oriunde se oprea convoiul apăreau izvoare de apă miraculoase, vindecătoare. Deasupra unuia dintre izvoarele din cetate, în locul unde se află actuala biserică, au fost construite o capelă și o biserică. Biserica era închinată Sfintei Fecioare Maria, iar apa izvorului curgea sub fundațiile sale.
Moaștele Sfintei Parascheva au rămas la Belgrad până în 1521, fiind păstrate în stânca de deasupra izvorului. Când otomanii au cucerit orașul Belgrad în acel an, ele au fost transferate la Constantinopol și de acolo, în 1641, în orașul Iași din Principatul Moldova (azi în România). Un deget al Sfintei Parascheva este încă păstrat în biserica modernă Ružica ca fiind cea mai valoroasă relicvă. Cultul Sfintei Parascheva ca vindecătoare era atât de puternic, încât membrii tuturor confesiunilor (ortodocși, catolici, musulmani) efectuau pelerinaje la izvorul care-i poartă numele din Cetatea Belgradului, existând credința că el vindecă orbirea. Biserica și capela s-au ruinat odată cu trecerea timpului, iar ruinele lor au fost demolate de otomani la sfârșitul secolului al XVII-lea.

### Origine
În timpul ocupării Belgradului și a nordului Serbiei (1718-1739), austriecii au construit un depozit de praf de pușcă în apropierea izvorului. Acest depozit a făcut parte din reconstrucția barocă a cetății și a întregului oraș aflat dincolo de ziduri, care a fost coordonată în perioada 1723-1739 de inginerul militar elvețian Nicolas Doxat. Deși obligați prin Tratatul de la Belgrad să demoleze tot ce a fost construit în cetate în timpul ocupației, austriecii nu au distrus depozitul de muniții care a rămas una dintre rarele clădiri construite de ei care a supraviețuit. Otomanii au continuat să-l folosească în același scop.
În prima sa domnie, prințul Miloš Obrenović a menționat biserica în corespondența lui cu Yusuf Pașa, guvernatorul militar otoman al Cetății Belgradului. Când pașa i-a cerut lui Miloš să repare minaretul avariat al Moscheii Batal („Abandonată”) din Belgrad, prințul a răspuns că „în incinta fortăreței există două biserici, unde turcii își păstrează muniția, dar ei nu permit sârbilor să le repare”. Acel loc se întipărise puternic în memoria colectivă datorită originii sale străvechi și a legendei izvorului miraculos al Sfintei Parascheva. Mitul din jurul bisericii s-a dezvoltat în special în secolul al XIX-lea, când populația credea că turcii au fost cei care au transformat biserica veche într-un depozit de praf de pușcă. La numai 5 zile după ce otomanii au fost complet alungați din Cetatea Belgradului la 6/18 aprilie 1867 și în ziua în care Armata Sârbă a intrat în fortăreață, mitropolitul Mihailo Jovanović al Belgradului a cerut guvernului sârb să reconstruiască biserica. Consiliul pentru reconstrucția bisericii a fost format la 23 aprilie/5 mai 1867 și a început să adune donații.
Lucrările de reconstrucție s-au întins pe parcursul a aproape nouă luni. Sfințirea bisericii a fost celebrată la 22 decembrie 1867/3 ianuarie 1868 de mitropolitul Mihailo. El a comparat refacerea bisericii cu Învierea biblică a lui Lazăr. Slujbele religioase au început să fie săvârșite în biserică prin primăvara anului 1869 atunci când s-a încheiat construcția turnului clopotniță. Acoperirea turlei altarului a avut loc în septembrie 1869, iar primul clopot a fost instalat în octombrie 1870. Întrucât cetatea era în mare parte un complex militar, Ružica a devenit o biserică militară.

### Biserica modernă
Biserica a fost puternic avariată în timpul Primului Război Mondial, ca urmare a bombardării permanente a fortăreței de către forțele austro-ungare aflate dincolo de râul Sava. Bombardamentele din 1915 au distrus aproape complet biserica, iar obiectele de cult valoroase au fost furate de militarii austro-ungari și germani. Cele mai afectate au fost altarul și turnul clopotniță. Fiind o biserică de garnizoană, aici a fost celebrată o Sfântă Împărtășanie pentru aproximativ 1.000 de militari apărători ai Belgradului în 1914, atunci când austriecii au atacat pentru prima dată, și în 1915, când austriecii au atacat din nou. Soldații aveau poziții de apărare în tranșeele de lângă biserică, unde au fost uciși majoritatea dintre ei. În octombrie 1915 un proiectil tras dintr-un mortier 42 cm Gamma Mörser a lovit zidul cetății chiar deasupra bisericii, dar nu a explodat. Biserica a fost grav avariată de această dată, iar dacă proiectilul (care cântărea 900 kg și conținea 96 kg de TNT) ar fi explodat ar fi distrus zidul unde se afla turnul Porții Zindan și ar fi nimicit biserica, întrucât ea este situată chiar sub acel zid. Totuși, turnul clopotniță a fost distrus și întreaga absidă a bisericii s-a prăbușit.
În locul actualului Monument al Recunoștinței față de Franța, aflat în zona Kalemegdan a cetății, a existat un monument dedicat lui Karađorđe Petrović, care a fost înălțat la 21 august 1913. În timpul ocupației austro-ungare, austriecii au plănuit să ridice un monument de bronz dedicat împăratului lor, Franz Joseph I, așa încât au topit monumentul lui Karađorđe pentru a refolosi bronzul. Când monumentul împăratului Franz Joseph a fost expediat la Belgrad în 1918, forțele militare sârbe au capturat nava și au confiscat statuia. Ulterior, ea a fost topită și s-au confecționat trei clopote bisericești, iar cel mai mare dintre ele încă se mai află în turnul clopotniță al Bisericii Ružica.

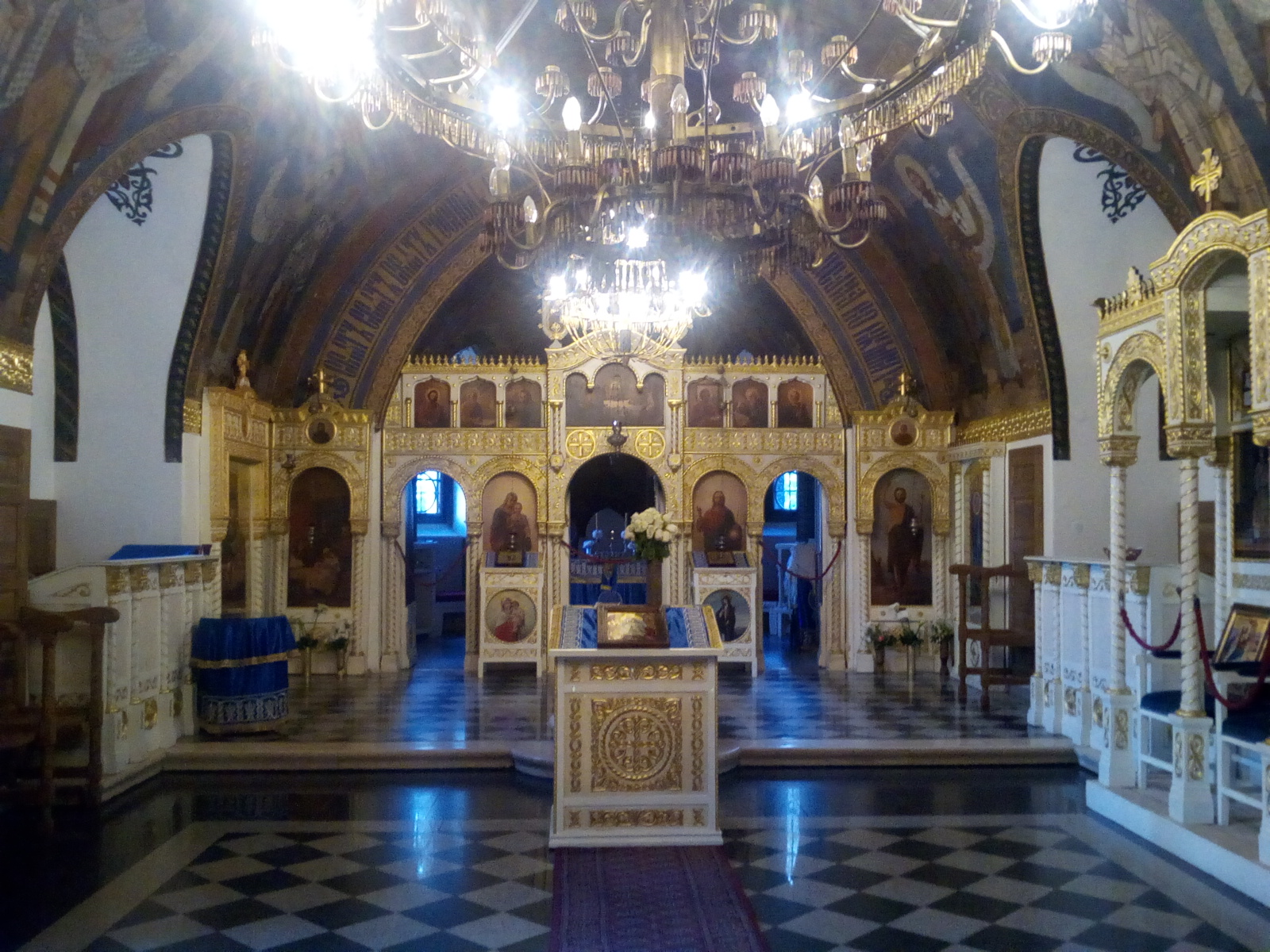
Interiorul bisericii

Lucrările de reconstrucție, efectuate după proiectul arhitectului rus emigrat Nikolai Krasnov, s-au desfășurat în perioada 1921-1925, iar Biserica Ružica a fost resfințită la 11 octombrie 1925. Pe zidul bisericii a fost amplasată o placă memorială, care amintește acest eveniment, dar și distrugerea bisericii în timpul războiului. Biserica nu a fost lărgită, dar noul turn clopotniță era complet diferit de cel precedent. Tencuiala de mortar a bisericii nu mai fost restaurată, ceea ce a făcut ca piatra, din care este făcută biserica, să fie expusă vederii vizitatorilor, dându-i un aspect rustic, și biserica să se potrivească mai bine complexului medieval din piatră.
Reconstrucția a fost condusă de un consiliu pentru reconstrucție și susținută puternic de Ministerul de Război. Institutul Tehnic Militar din Kragujevac a turnat două policandre-polieleu, trei candelabre mari și mai multe icoane sculptate în metal. Toate acestea erau confecționate din materiale militare topite: gloanțe de pușcă și pistol, carcase de proiectile și săbii și sunt unice printre obiectele bisericii datorită acestui fapt și au sporit rolul ceremonial militar al bisericii.
În timpul reconstrucției din 1925 au fost sculptate două statui. Una reprezintă un lăncier din perioada țarului Ștefan Dușan, în timp ce a doua pe un soldat infanterist din perioada Războaielor Balcanice. Krasnov a proiectat în mod special portalul lateral unde au fost amplasate cele două statui, precum și icoana din bronz a Maicii Domnului. Cele două sculpturi au fost realizate din materialele de război rămase. Șase icoane au fost aduse din garnizoana militară sârbă de la Nador (Maroc), dar numai două s-au mai păstrat. Iconostasul a fost sculptat de meșterul Kosta Todorović, iar icoanele au fost pictate de Rafailo Momčilović. Pereții erau acoperiți cu picturi realizate de Andrei Bicenko, un alt artist rus emigrat, care a terminat lucrarea în 1938.
Proiectilul neexplodat aflat deasupra bisericii a fost dezamorsat și înlăturat în 1926. Ziarele au relatat zilnic activitățile desfășurate de geniști și atunci când proiectilul a fost scos s-a anunțat public că vizitarea cetății a devenit sigură. Proiectilul este expus astăzi în Muzeul Militar, aflat în partea de sus a cetății. Lucrările la complex au continuat și după anul 1925, când au fost trase conducte de apă și s-au amplasat ușile de acces în altar. În anul 1937 s-au încheiat lucrările de construcție ale Capelei Sfintei Parascheva, pridvorului și casei parohiale. Aceste clădiri au fost proiectate de arhitectul sârb Momir Korunović. În cursul acestor lucrări a fost amenajat un osuar al militarilor apărători ai Belgradului morți în Primul Război Mondial în partea de jos a zidurilor Turnului Jakšić, chiar lângă biserică.
Casa parohială a fost demolată în timpul masivelor bombardamente aliate pascale din aprilie 1944. Abia după cel de-al Doilea Război Mondial, când a fost instalat un guvern comunist, Ružica a încetat să mai fie biserică militară a garnizoanei din Belgrad, iar slujbele religioase au început să fie oficiate de preoții și monahii Arhieparhiei de Belgrad-Karlovci.

## Obiecte de artă
Momčilović a pictat icoanele de pe iconostas, folosind tehnica ulei pe placaj, după schițele episcopul Irinej Đurić. Todorović a sculptat pereții iconostasului, realizând gravuri placate cu foiță de aur pentru a recrea stilul medieval sârb Morava. Picturile murale ale lui Bicenko sunt deosebite, deoarece conțin imagini ale unor persoane contemporane. Pe zidul vestic este reprezentată Predica de pe munte a lui Iisus Hristos, avându-i în public pe capelanul militar Petar Trbojević și pe regele Alexandru I. Pe zidul estic sunt pictați regele Petru I și țarul Nicolae al II-lea al Rusiei. Astăzi, din cauza nivelului ridicat de umiditate, iconografia este în mare parte deteriorată.

## Legături externe
- „Православље - Цркве Ружица и Света Петка”. Arhivat din original la 1 noiembrie 2012.